# Sommer-Paralympics 2008/Teilnehmer (Argentinien)
| stlisierte Goldmedaille | stlisierte Silbermedaille | stlisierte Bronzemedaille |
| ----------------------- | ------------------------- | ------------------------- |
| —                       | 1                         | 5                         |

Argentinien nahm mit 45 Sportlern an den Sommer-Paralympics 2008 im chinesischen Peking teil.
Fahnenträger bei der Eröffnungsfeier war der Fußballer Silvio Velo. Das beste Ergebnis der argentinischen Mannschaft erreichte der Leichtathlet Sebastian Baldassarri mit einem dritten Platz im Diskuswerfen in der Klasse F11/12.

## Teilnehmer nach Sportarten

### Boccia
Frauen
- Sabrina Quinteros
- Gabriela Villano

Männer
- Pablo Cortez
- Horacio Ferrari
- Mauricio Ibarbure
- Roberto Leglice

### Fußball (5er Teams)
| Männer (Bronze ) |
| --- |
| - Gonzalo Abbas Hachache - Diego Cerega - Eduardo Díaz - Ivan Figueroa - Jose Luis Jimenez - Dario Lencina - Gustavo Maidana - Antonio Mendoza - Lucas Rodríguez - Silvio Velo |

### Judo
Männer
- Jorge Lencina, 1×   (Klasse bis 81 kg)
- Fabián Ramírez, 1×   (Klasse bis 73 kg)

### Leichtathletik
Frauen
- Elizabeth Almada, 1×  (Diskuswerfen, Klasse F12/13)
- Perla Munoz
- Gracia Sosa

Männer
- Sebastian Baldassarri, 1×
- David Campos
- Mariano Domínguez
- Alejandro Maldonado
- Federico Rodríguez
- Lucas Schoenfeld

### Radsport
Männer
- Juan Ferrari
- Rodrigo López
- Lujan Nattkemper

### Rollstuhltennis
Männer
- Guillermo Canusso

### Schwimmen
Frauen
- Nadia Baez
- Betiana Basualdo
- Daniela Gimenez
- Anabel Moro

Männer
- Ignacio González
- Facundo Lazo
- Guillermo Marro, 1× , (100 Meter Rücken, Klasse S7)
- Diego Pastore
- Ariel Quassi
- Sebastián Ramírez
- Juan Pablo Rosatti
- Sergio Zayas

### Tischtennis
Frauen
- Giselle Munoz

Männer
- Daniel Rodríguez